# Ceracis dixiensis
Ceracis dixiensis is een keversoort uit de familie houtzwamkevers (Ciidae). De wetenschappelijke naam van de soort werd in 1934 gepubliceerd door Tanner.